# オニェカチ・アパム
オニェカチ・アパム（Onyekachi Apam, 1985年12月30日 - ）は、ナイジェリア・アバ出身の元サッカー選手。ポジションはディフェンダー。

## 経歴
母国ナイジェリアのクラブから2006年にフランスのOGCニースに移籍。移籍後すぐにセンターバックのレギュラーを掴み、移籍したサミー・トラオレ（パリ・サンジェルマンFCへ）、ジャック・アバルドナド（ヴァランシエンヌFCへ）の穴を埋めた。2010年6月22日、ペッター・ハンソン（ASモナコへ）、カルロス・ボカネグラ（ASサンテティエンヌへ）のCBの主軸2人がそろって移籍したためCBの補強が急務だったスタッド・レンヌに移籍した。

## 代表歴
2005年にU-20代表としてワールドユース、2008年にU-23代表として北京オリンピックに出場。銀メダル獲得に貢献した。
2007年A代表デビューし、2008年、2010年のアフリカネイションズカップに招集された。

## タイトル

### 代表
- U-20ナイジェリア代表
  - 2005 FIFAワールドユース選手権 準優勝
- U-23ナイジェリア代表
  - 2008 北京オリンピック 銀メダル